# اکاتپک٬ استادو د مخیکو
اکاتپک (اسپانیایی: Ecatepec) به‌طور رسمی اکاتپک د مورلوس (اسپانیایی: Ecatepec de Morelos) شناخته می‌شود. این شهر در ایالت مکزیک در کشور مکزیک قرار دارد و ارتفاع این شهر ۲٬۲۵۹ متر است.
شهر اکاتپک امروزه، به خاطره بزرگی شهر مکزیکو سیتی بخشی از حومه این شهر به حساب می آید. 

## آب و هوا
- میانگین بالاترین دما در سال ۳۰ سلسیوس (بالاترین دما ماه ژوئن ۲۱ سلسیوس)
- میانگین پایین‌ترین دما در سال ۱۴ سلسیوس (پایین‌ترین دما ماه دسامبر ۷ سلسیوس)
- بارش در سال ۶۰۰ میلی‌متر (بالاترین بارش ماه ژوئن ۱۲۰ میلی‌متر / پایین‌ترین بارش ماه فوریه ۵ میلی‌متر)

## پیشینه
در دوران امپراطوری آزتک، مشیکاها این شهر را برای کنترل مسیرهای تجاری به شمال به کار می گرفتند.
اکاتپک در سال‌های ۱۵۶۰ میلادی (۹۳۸ خورشیدی) "República de Indios" (جمهوری سرخپوستان) در نظر گرفته می شد، استعمارگران اجازه می دادند این روستا مقدار مشخصی خودمختاری داشته باشد. با این حال، در بخش اول از قرن ۱۷ میلادی ، این حال تغییر کرد و این منطقه به دست اسپانیاییها اداره می شد.
در طول استقلال مکزیک در این شهر بود که خوسه ماریا مورلوس ی پاون در سال ۱۸۱۵ میلادی (۱۱۹۳ خورشیدی) توسط اسپانیایی‌ها اعدام شد. خانه‌ای که او در آن اعدام شده بود، در تاریخ ۱ دسامبر ۱۹۸۰ "کاخ موزه مورلوس" اعلام شد.
در تاریخ ۱ اکتبر ۱۸۷۷ میلادی (۹ مهر ۱۲۵۶ خورشیدی)، این منطقه به شهر تبدیل شد و نام "مورلوس" به نام شهر اضافه شد.

## نام
نام پیشین این شهر "سن کرویستوبال اکاتپک د مورلوس" بوده‌است که کم کم، به "اکاتپک د مورلوس" تبدیل شده‌است.
نام "اکاتپک" از زبان ناهواتل برگزیده شده‌است ، این نام به معنی «تپهٔ پر باد» یا «تپه ای که در آن باد می وزد» است. این نام نیز یکی از نام‌های جایگزین یا نیایشی برای کتزالکواتل است . از سویی دیگر "مورلوس" به افتخار "خوسه ماریا مورلوس"، یکی از قهرمان جنگ استقلال مکزیک برگزیده شده‌است.

## امروزه
امروزه شهر اکاتپک پرجمعیت‌ترین بخش حومه شهر مکزیکو سیتی است. این شهر دارای جدیدترین کاتدرال کشور مکزیک است.
اقتصاد اکاتپک صنعتی، تجاری و خدماتی است. تعداد زیادی کارخانه در این شهر مشغول به کار هستند، از جمله کارخانه‌های تولید آهن، مواد شیمیایی ، مبلمان، منسوجات و یک نیروگاه حرارتی. اگر چه بسیاری از ساکنان در شهر مکزیکو سیتی کار می‌کنند. همچنین بسیاری از مردم این شهر زندگی خود را از راه اقتصاد زیرزمینی تأمین می‌کنند.

## شهرهای خواهرخوانده
شهر اکاتپک ۲ شهر خواهرخوانده دارد
- کواوتلا، مکزیک
- گوادالوپه، مکزیک

## نگارخانه

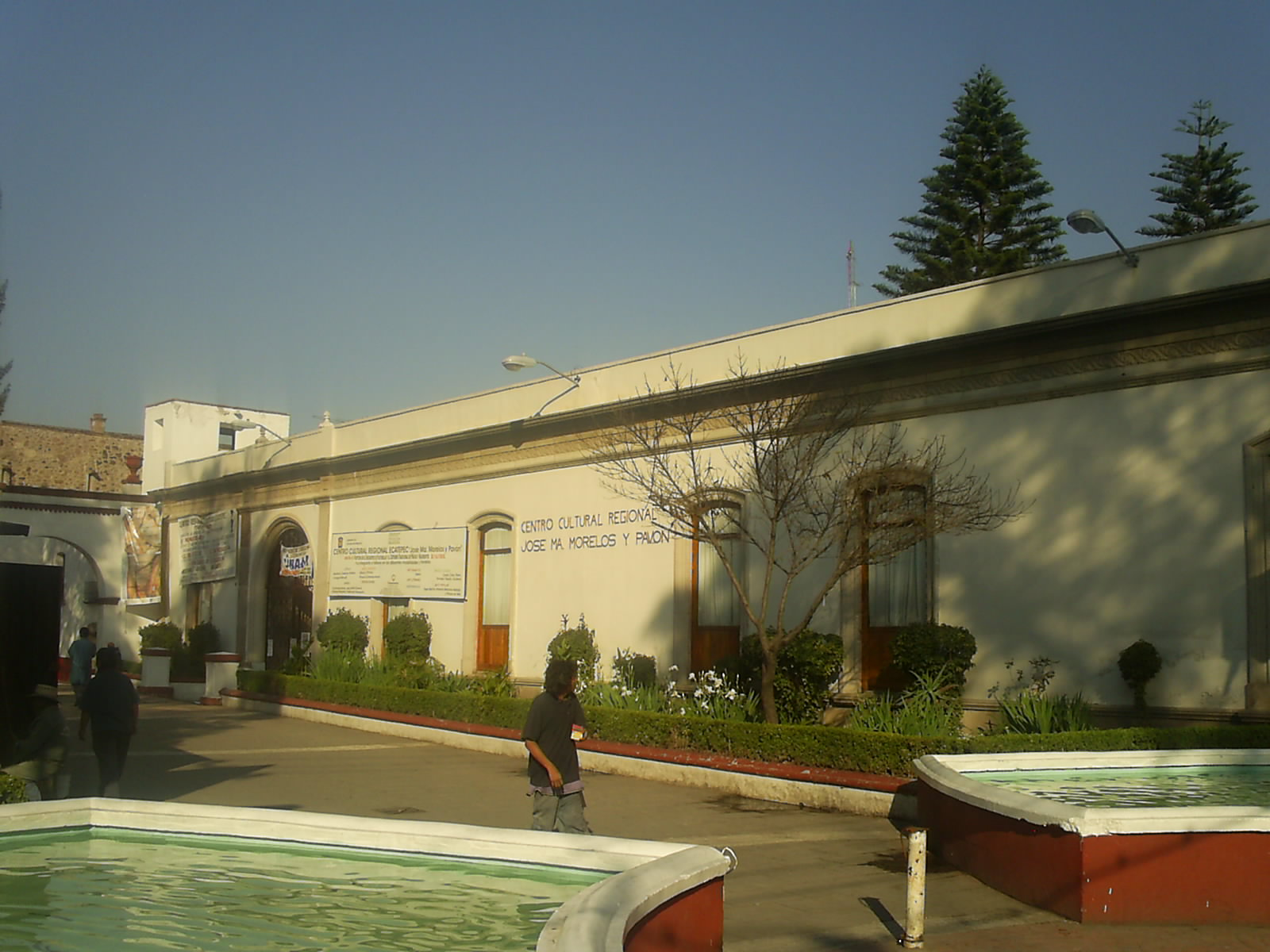
خانهٔ فرهنگ
مترو شهر مکزیکو سیتی (ایستگاه اکاتپک)
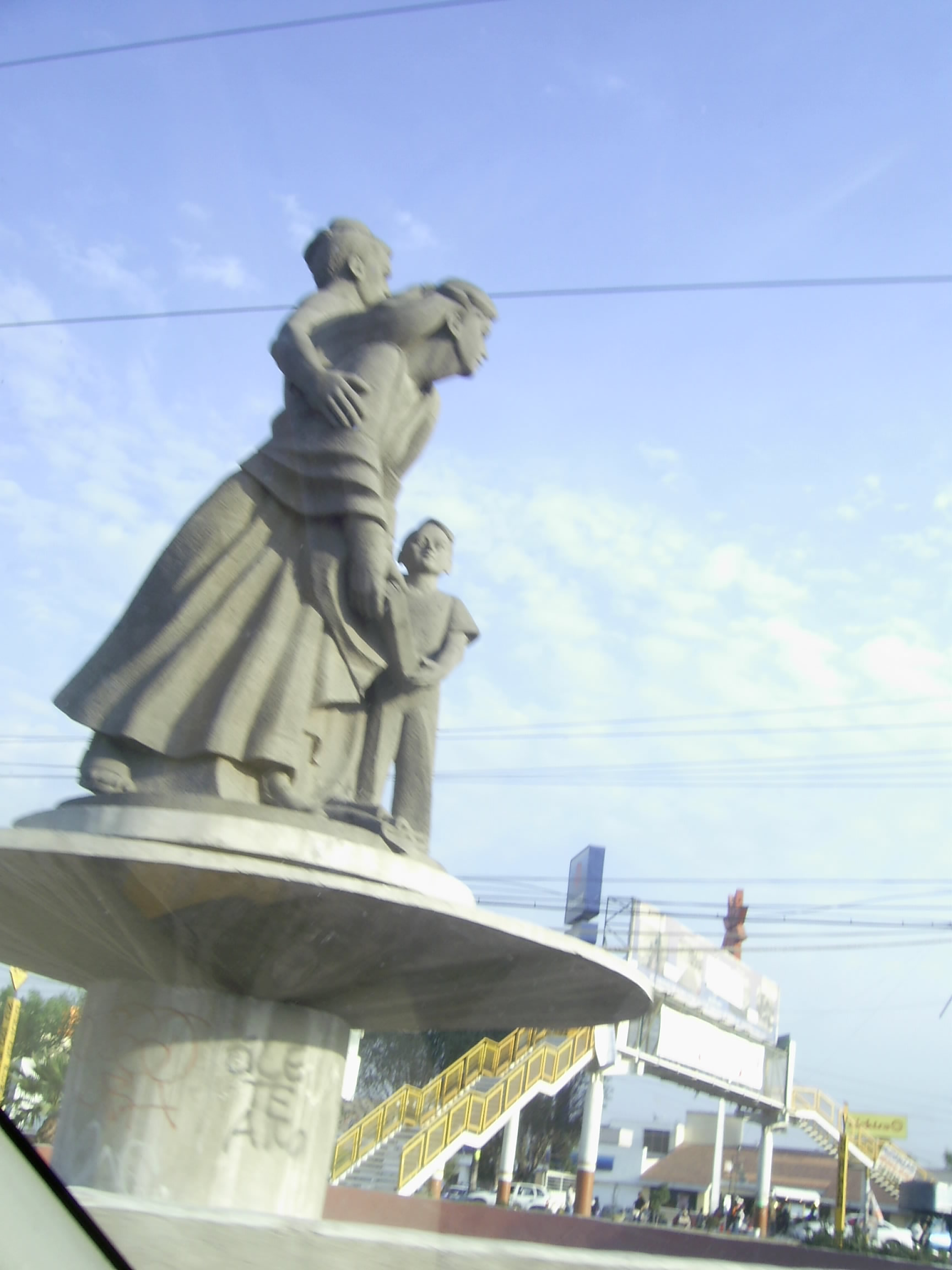
خیابان اصلی شهر
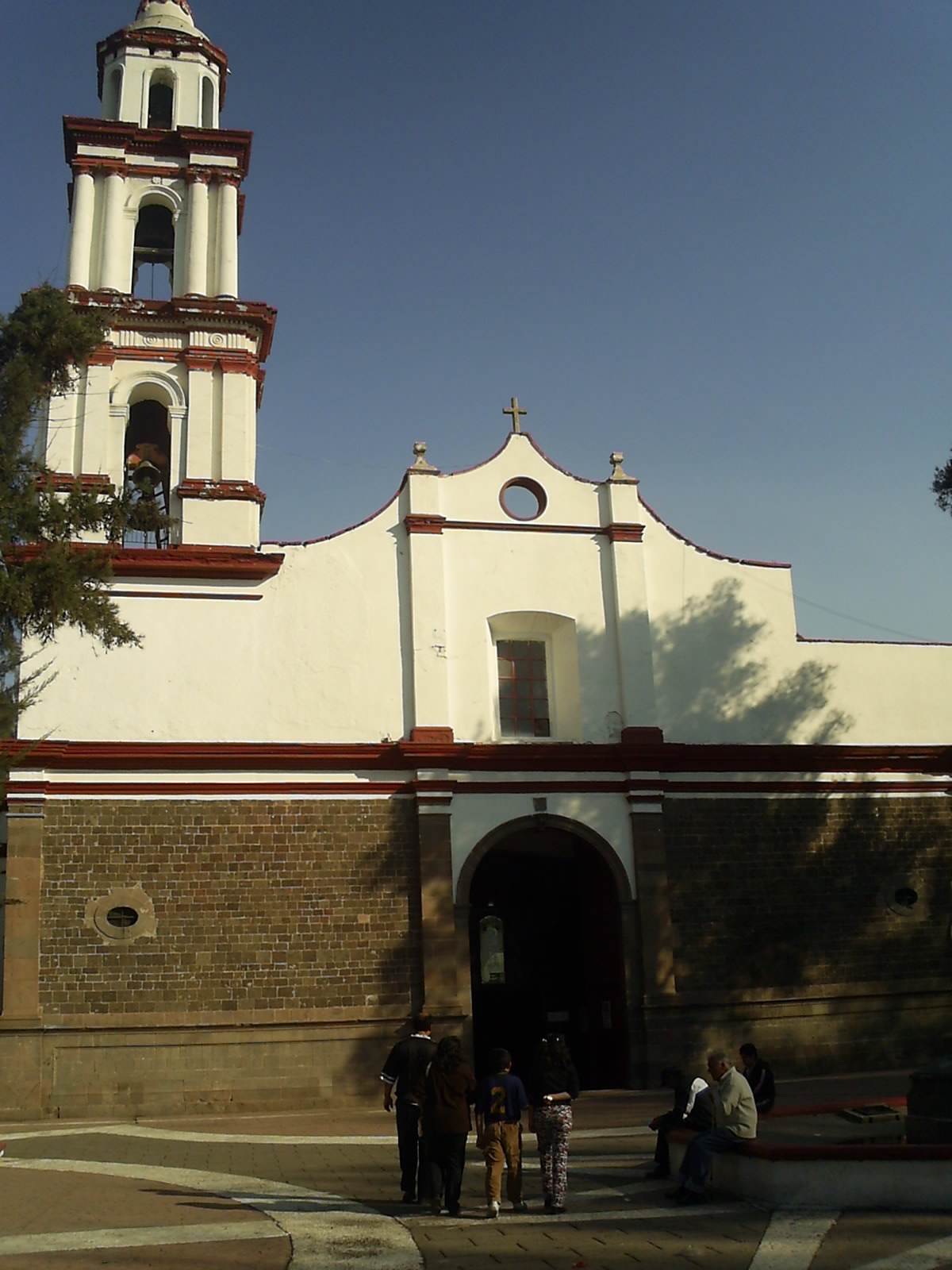
کلیسای "سن کریستوبال"
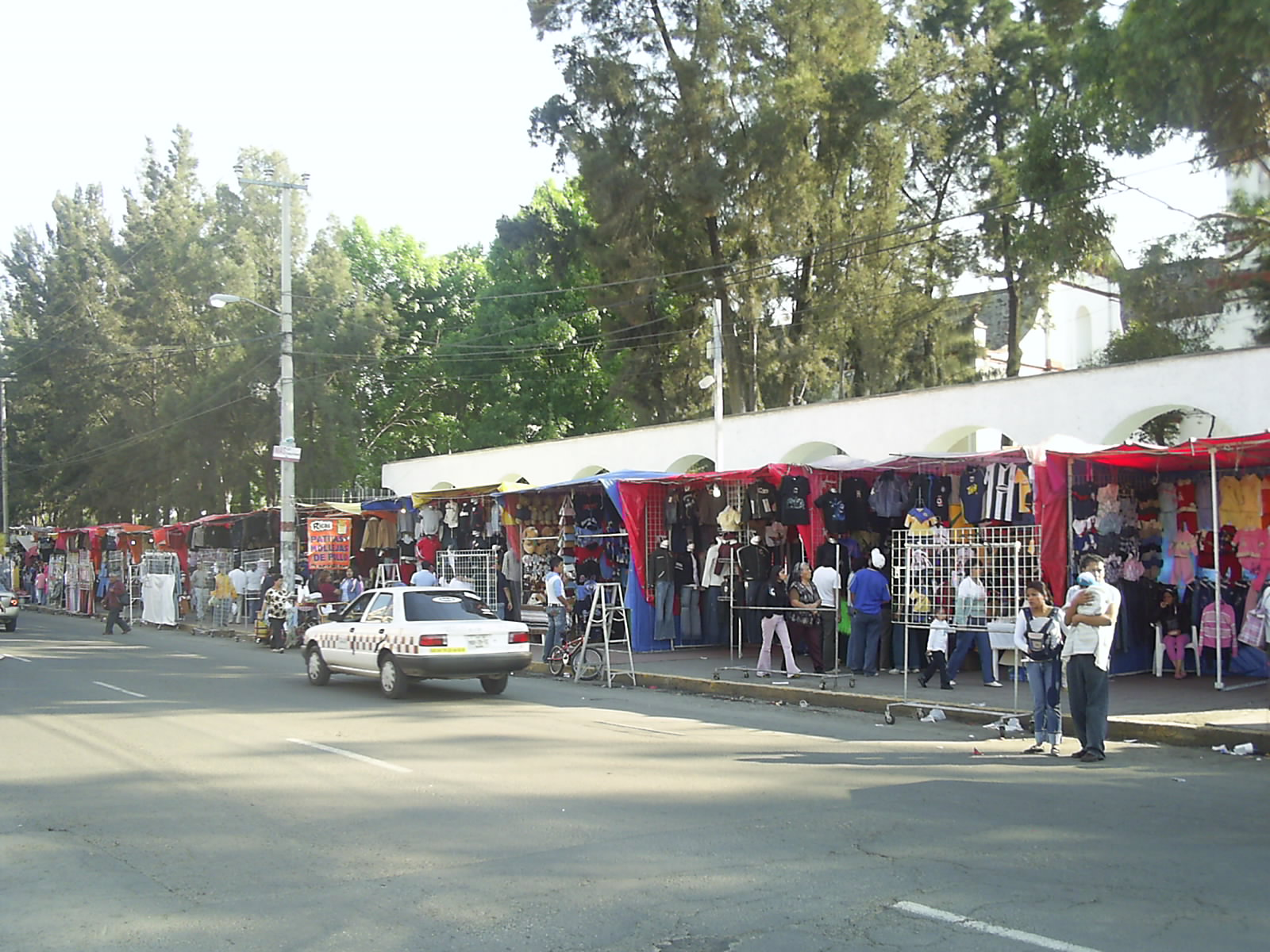
بازار خیابانی "سن کریستوبال"
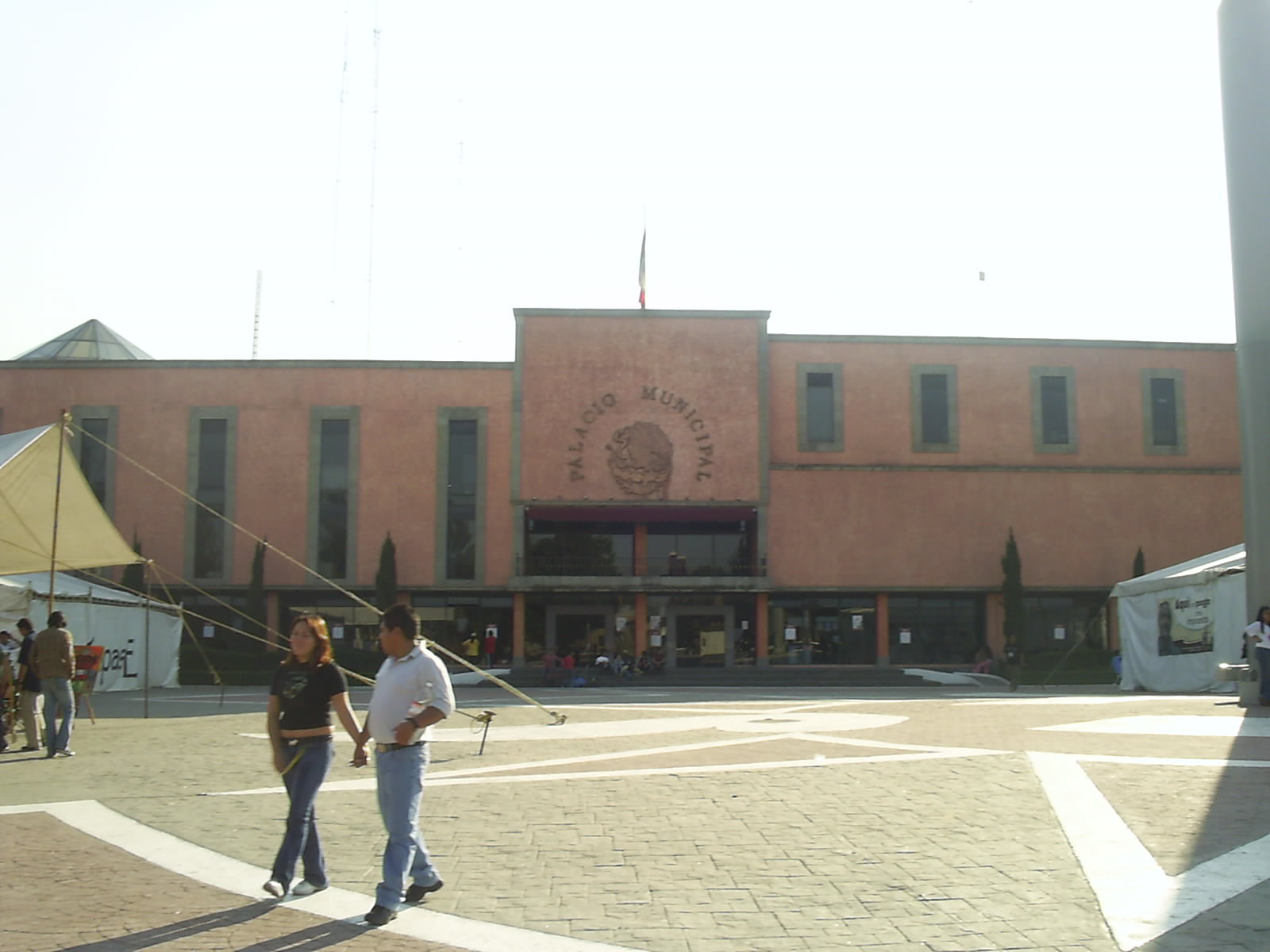
کاخ دولت